# Tatort: Mutterliebe
Mutterliebe ist ein Fernsehfilm aus der Kriminalreihe Tatort. Der vom Westdeutschen Rundfunk unter der Regie von Züli Aladağ produzierte Film wurde am 23. März 2003 im Ersten Programm der ARD ausgestrahlt. Es ist der 23. Fall des Kölner Ermittlerteams Ballauf und Schenk und die 527. Tatortfolge.

## Handlung
Maria Wagner, Schwiegertochter des wohlhabenden Chemieunternehmers Heinrich Wagner, bringt heimlich ein Kind zur Welt und legt es in die Babyklappe eines Krankenhauses. Bis auf ihre Schwägerin Julia Wagner wusste niemand von ihrer Schwangerschaft. Kurz danach wird die Krankenschwester Monika Kleiber tot aufgefunden, und das Baby ist verschwunden. Ihre Kollegin Erika Hauser weiß von einem Streit zwischen dem Opfer und ihrem Exfreund Bernd Schiffer. Ihr neuer Freund Oliver Peter, der als Notarzt im Krankenhaus arbeitet, wird befragt und bestätigt, dass Monika Probleme mit Bernd Schiffer hatte. Dieser habe immer wieder Grenzen überschritten, von Telefonterror bis zu massiven Bedrohungen. Die Überprüfung seines Alibis lässt ihn jedoch als Täter ausscheiden.
Unterdessen wird Maria Wagner von ihrem Mann ins Krankenhaus gebracht, nachdem er sie in ihrer Wohnung bewusstlos vorgefunden hatte. Als Andreas Wagner vom Notarzt erfahren muss, dass seine Frau frisch entbunden hat, ist er verwirrt und rennt ziellos durch die Stadt. Ballauf und Schenk werden von dem Vorfall benachrichtigt und befragen Maria Wagner. Sie kann sich nicht erklären, wer ihr Kind entführt haben könnte. Als sie aus der Klinik entlassen wird, will sie mit ihrem Mann reden, doch dieser ist am Boden zerstört. Er ahnt, dass sein eigener Vater mit seiner Frau ein Verhältnis hatte, und droht, ihn nun zu erschießen. Kurz darauf geht bei der Polizei ein Anruf von Heinrich Wagner ein, dass sein Sohn sich soeben erschossen habe. Ganz offensichtlich stimmt bei diesem angeblichen Suizid einiges nicht, denn der Tote hat zusätzlich einen Einschuss im Kniebereich, was für Selbstmörder recht ungewöhnlich ist. Daher wird Heinrich Wagner festgenommen. Die Kriminaltechnik kann allerdings nur Schmauchspuren an der Hand des Opfers nachweisen. Daraus schlussfolgern die Ermittler, dass Andreas Wagner sich tatsächlich selber erschossen hat. Er wollte, dass es so aussieht, als ob sein Vater ihn ermordet hätte. 
Für Ballauf und Schenk ist offensichtlich, dass im Hause Wagner so Einiges im Argen liegt. Sie sprechen mit Maria Wagner und diese gibt zu, dass ihr Schwiegervater der Vater des Babys sei und sie dem Kind diese Schande ersparen wolle. Deshalb habe sie es weggegeben. Ihre Ehe sei schon länger problematisch gewesen, und da sie und ihr Mann getrennt schlafen, habe sie ihre Schwangerschaft gut verheimlichen können. 
Der Hinweis, dass ihre Schwägerin von der Geburt wusste, veranlasst die Ermittler, diese aufzusuchen. Sie finden heraus, dass sie selber eine kleine Tochter hatte, die vor zwei Jahren bei einem Unfall ums Leben gekommen war. Sie gibt an, sie habe nicht akzeptieren können, dass ihre Schwägerin ihr Baby weggeben wollte. Sie sei ihr zum Krankenhaus gefolgt, um das Kind zurückzuholen. Die Krankenschwester wollte es ihr partout nicht geben und im Gerangel sei diese unglücklich gestürzt. Sie habe niemandem wehtun wollen. Auf Wunsch ihrer Schwägerin habe sie das Baby vor kurzem in die Klappe zurückgelegt.
Im Schatten dieser Tragödie wird auch noch Heinrich Wagner in seinem Pool ertrunken aufgefunden. Schnell stellt sich heraus, dass er in der Badewanne ertränkt und erst danach in den Pool verbracht wurde. Den Kommissaren gegenüber gibt Katharina Wagner zu, ihren Mann umgebracht zu haben, da er schuld daran gewesen sei, dass ihr Sohn jetzt tot ist.

## Hintergrund
Mutterliebe wurde von Colonia Media im Auftrag des WDR  produziert. Die Dreharbeiten erfolgten unter dem Arbeitstitel Babyklappe in Köln und Bonn.
Das Drehbuch stammt von dem türkischstämmigen Regisseur Züli Aladag und seiner Frau Feo. Diese spielt in der Episode die Rolle der Julia Wagner, Tochter des Patriarchen Heinrich Wagner.
Die Musik stammt teilweise von dem französischen Komponisten Georges Delerue. Er hatte diese Musik 1963 für den Film Die Verachtung geschrieben.
Claudia Michelsen übernahm später die Rolle der Kommissarin Doreen Brasch im Polizeiruf 110 und Felix Vörtler, der hier eine kleine Nebenrolle hat, spielt dort ihren Chef.

## Rezeption

### Einschaltquoten
Bei seiner Erstausstrahlung am 23. März 2003 wurde die Folge Mutterliebe in Deutschland von 8,97 Millionen Zuschauer gesehen, was einem Marktanteil von 25,30 Prozent entsprach.

### Kritiken
Rainer Tittelbach von tittelbach.tv urteilt: „‚Mutterliebe‘ […] ist ein Film, der durch seine kammerspielartige Inszenierung und seine düstere Tonlage ebenso für Diskussionen sorgen wird wie durch sein Thema. […] Für den Zuschauer entsteht ein von Claudia Michelsen sehr intensiv gespieltes Sinnbild extremster Einsamkeit. Aber auch die anderen - zumeist theatererfahrene - Schauspieler stehen ihr in ihrem leisen Leiden in nichts nach. Zwangsläufig tritt die Frage nach dem Täter in den Hintergrund. ‚Im Fokus stehen die Charaktere, die auf einer psychologischen Ebene miteinander verbunden sind‘, so Züli Aladag. Es geht ihm um das Verstehen einer tragischen Familiengeschichte.“
Die Kritiker der Fernsehzeitschrift TV Spielfilm fanden: „Züli Aladag […] fokussiert mit viel Feingefühl das soziale Brennpunktthema. [Fazit:] Blick hinter kaputte Wohlstandsfassaden.“

### Trivia
Freddy Schenk hat in dieser Folge einen zeitgenössischen Cadillac Seville (5. Generation ab 1997) mit dem Kennzeichen K-VZ 3247 als Dienstwagen.